# Драбина (фестиваль)
Фестиваль «Драбина» — міжнародний фестиваль недержавного, незалежного і аматорського театру. Відбувався з 2004 до 2011 року у місті Львові. Автори ідеї та засновники фестивалю - Оксана Дудко, Мар'яна Нишпор (Масюк), Анастасія Моклович.
Мета фестивалю: сприяти розвитку недержавних, незалежних та аматорських театральних колективів України, реалізації молодіжних ініціатив, сформувати сприятливе інформаційне мистецьке середовище для самовираження творчої молоді та обміну досвідом між театрами з різних регіонів України та з-за кордону, залучити представників молодого покоління до суспільно-культурного життя, привернути увагу широких кіл громадськості та органів державної влади до проблем молоді.
Проєкт ґрунтується на принципах вільного творчого пошуку нових мистецьких форм на основі діалогу між низкою мистецьких напрямків, об'єднаних навколо театру. «Драбина» передбачає інтерпретацію молодими людьми сучасності за допомогою сценічного мистецтва. Фестиваль пропагує відмови від обмежень у мистецтві й створює простір для якнайповнішого висловлення ідей.
Гасло фестивалю: «Сучасне покоління. Час. Простір. Власна візія».

## Історія фестивалю

### I фестиваль
Проходив з 15 по 20 березня 2004 року. На участь у ньому подано 20 заяв. У другому турі конкурсу театральних композицій, що відбувався у приміщені студентського клубу Львівського національного університету імені Івана Франка, взяло участь 12 театральних аматорських колективів з Івано-Франківська, Кіровограда, Києва, Львова, Рівного.

### ІІ фестиваль
Відбувся 21 — 26 березня 2005 року. Були представлені аматорські театри зі Львова, Рівного, Кременчука, Києва, Івано-Франківська, а також театр з м. Тиргу-Муреш (Румунія).

### ІІІ фестиваль
Відбувався 11 — 14 травня 2006 року у приміщенні Першого українського театру для дітей та юнацтва, Львів. В межах фестивалю було проведено низку мистецьких акцій, зокрема фотовиставку-конкурс «Фотоп'єса», на якій були представлені роботи фотографів зі Львова, Івано-Франківська, Луцька, Відня (Австрія), Івантєєвки (РФ), показ кінофільмів на театральну тематику «Кіно'театр», літературні читання «Пожежна Драбина» (учасники зі Львова, Києва, Луганська), фестиваль дитячого театру «Драбинка».

### IV фестиваль
Фестиваль проходив у Міському палаці культури імені Гната Хоткевича 7 — 11 листопада 2007 року. Вперше фестиваль зібрав таку велику кількість учасників з різних регіонів України та з-за кордону:
- Театр-студія «Гармидер» (Луцьк)
- СТО «Жмені» (Івано-Франківськ)театр «Ремонт» (Гливиці, Польща). Найкраща режисура на «Драбині-2007»
- Від ліхтаря (Рівне)
- Карверх (Івано-Франківськ)
- Etc. (Львів)
- Маленький глобус (Кіровоград)
- Біла зебра (Івано-Франківськ)
- На Сходах (Львів)
- АмаТеА (Чернігів)
- Ми (Львів)
- Екіпаж (Київ)
- Публіцист (Харків)
- Человеческий голос (Одеса)

театр «Ремонт» (Гливиці, Польща). Найкраща режисура на «Драбині-2007»

- Korridor Theater (Бухарест, Румунія)
- ATR — Akademicki Teatr Remont (Гливиці, Польща)
- Намір (Львів)
- Rádobydivadlo Klapý (Лібоховіце, Чехія)
- Scena Libohovice (Лібоховіце, Чехія)

Професійною майстерністю підкорив зал театр з Чехії «Радобидівадло Клапи» (гості фестивалю) та «Театр Мар'яна Беднарка» з Польщі (переможці фестивалю у номінації «Найкраща театральна композиція»). Поміж відомих львівській публіці театрів найбільш очікуваним виявився харківський «Публіцист».

### V фестиваль
Відбувався 20 — 23 листопада у м. Львові
Учасники фестивалю
- театр «Ми» (Львів, Україна)
- театр «Ага-Т»(Луганськ, Україна)
- театр «Сакраментум» (Москва, Росія)
- театр «Человеческий голос» (Одеса, Україна)
- мім-дует «Next Step» (Рівне, Україна)
- театр танцю «TabulaDanza» (Москва, Росія)
- Група перформативна «Тіло. Рух. Місто» (Рацібож, Польща)

Друзі фестивалю
- театр «Вар'яти на ровері» (Львів, Україна)
- театр «homo ludens» (Харків, Україна)

Гості фестивалю
- театр MAAT (Люблін, Польща)
- театр «Anna Planeta» (Люблін, Польща)

Спеціальний гість фестивалю
- театр «Nikoli» (Краків, Польща)

Проєкти в межах фестивалю-2008
Майстер-класи
1. Майстер-класи «Introduction» проєкту MAPA «Процесія образів» (Нідерланди — Сербія — Україна).
2. Презентація японського театру буто, майстер-класи від Томка Базана «FIGURATES BUTOH» (Польща).
3. Майстер-класи від Корнія Демидюка «Вибір відсутній. Пластична тілесна виразність у дійстві» (Рівне).
4. Майстер-класи Елі Роек і Деніела Берда «Tańcząca Linia» («Танцююча лінія»)(Польща — Велика Британія).

ІІІ Літературні читання «Пожежна драбина»
Учасники:
1. Ірина Шувалова, Київ
2. Альбіна Позднякова, Львів
3. Лариса Радченко, Львів
4. Богдан-Олег Горобчук, Київ
5. Оксана Васьків, Львів
6. Вік Коврей, Ужгород
7. Тетяна-Марія Литвинюк, Ніжин
8. Олексій Хабаров, Житомир
9. Андрій Любка, Ужгород

### 6 1/2 фестиваль

Новий логотип фестивалю

6 1/2 Міжнародний театральний фестиваль «Драбина» відбувся 25 — 28 листопада 2010 року у м. Львові.
У фестивалі взяло участь близько 30 театрів з України, Росії, Лівії, Литви, Польщі, Білорусі.
Театри-учасники фестивалю «Драбина-2010»
1. Театр «Palepe» (Вільнюс, Литва) вистава «Костюм» (за оповіданням Рея Бредбері «Костюм кольору вершкового морозива»
2. Свабодны тэатр (Брест, Білорусь) вистава «Процес» (за творами Франца Кафки)
3. Театр «The Art Sun Group» (Бенгазі, Лівія) вистава «Стіна»
4. Центр ім. Вс. Мейєрхольда (Москва, Росія), театр «1-а Студія» (Житомир) вербатім «Трамвай на Крошню»
5. Театр танцю «Navras» (Рибнік, Польща) вистави «Łupina», «Polemiki»
6. Театр «Територія» (Хмельницький) вербатім «А. К. Т. М. З. Д.ы»
7. Камерний театр «Жуки» (Донецьк) вистава «Антігона»
8. Центр ім. Мейєрхольда (Херсон) вербатім «Доміно на їдиш»
9. Anna Biernacka (Ченстохова, Польща) моновистава «М.»
10. Театр «Krzywa Scena» (Щецін, Польща) вистава «Z kury syny» (за п'єсою «Выглядки» Вадима Лєванова)
11. Театр-студія «Deep» (Луганськ) вистава «Темниця» (за п'єсою Констянтина Арбеніна)
12. Молодіжний театр «Калейдоскоп» (Тернопіль) вистава «Різниця» (за п'єсою Артема Вишневського)

Спеціальні гості фестивалю
1. Театр «Zielony Wiatrak» (Ґданськ, Польща) вистава «Хмародери»
2. Театр «Вільна сцена» (Київ) вистава «Роберто Зукко» (за п'єсою Бернара Марі Кольтеса)
3. Творча майстерня «Театр у кошику» (Львів) вистава «Річард після Річарда» (за п'єсою Вільяма Шекспіра" «Річард ІІІ»)
Проєкт «Захід»
У межах проєкту відбулися виступи львівських та івано-франківських аматорських театрів з обговореннями. У обговореннях брали участь Консультаційна Рада (координатор викладач факультету культури і мистецтв Львівського національного університету імені Івана Франка Уляна Рой, режисер, актор, критик, перформер Корній Демидюк (Рівне), режисер Любов Липовська (Калуш), кінорежисер Богдан Старак (Львів), студенти-театрознавці, театри-учасники і глядачі).
Учасники проєкту «Захід»
1. Театр «Чарівна скринька» (Львів) Вистава «Мій Львів»
2. Театр «Wind of Change» (Львів) Вистава «Історія світу»
3. ТО «Квадрат» (Львів) Вистава «Людський голос» (за Ж.Кокто)
4. Театр «Маятник» (Львів) Вистава «Над водами Стіксу»
5. Народний український драматичний театр «Ми» (Львів) Вистава «Чоловічий рід. Однина»
6. Театр «Намір» (Львів) Вистава "Годинник каже: «Бувай!»
7. Монаший театр «В каптурах» (Львів) Вистава «Оскар і рожева пані» (за Е.-Е. Шмідтом)
8. Театр тіней «Див»(Львів) Вистави «Олені», «Політ», «Пігмаліон»
9. Аматорська театральна група «Гора» (Івано-Франківськ) Вистава «Подарунок»

## Часопис фестивалю
Супутником фестивалю є часопис «Щаблі». Він містить інформацію про учасників, проєкти в межах фестивалю а також критичну оцінку виступів театральних колективів.

## Журі
За час проведення фестивалю членами суддівської колегії були: Неда Неждана (драматург, поет, культуролог, арткритик, перекладач, заступник голови об'єднання драматургів НСПУ, голова Конфедерації драматургів України), Володимир Кауфман (художник, директор КМЦ «Дзига»), Любко Дереш (молодіжний письменник), В'ячеслав Жуков (львівський актор Молодіжного театру імені Леся Курбаса та Першого українського театру для дітей та юнацтва), Ірина Волицька (режисер театру «У кошику», кандидат мистецтвознавчих наук, лауреат державної премії імені Леся Курбаса), Юрко Іздрик (письменник, головний редактор часопису «Четвер»), Лідія Данильчук (актриса «Театру у кошику», заслужена артистка України, лауреат державної премії імені Івана Котляревського) та інші.

## Переможці
Драбина-2004

театр «Публіцист» (Харків). Переможці «Драбини-2006»

Номінація «Найкраща театральна композиція»: Проєкт «Клітка» «І я був колись» (м. Львів)
Номінація «Найкращий режисер» — Міхай Тимошенко (Проєкт «Клітка», м. Львів)
Номінація «Найкраща акторська робота» — Галина Душка («Лови мить», м. Львів)
Приз глядацьких симпатій — «НАДИР» «Глобалізація» (м. Львів).
Драбина-2005
Номінація «Найкраща театральна композиція»: Театр підозрілого глядача «Аліса» (м. Львів), Карвер «Все про жінок» (м. Івано-Франківськ)
Номінація «Найкращий режисер» — Тарас Федорчак (Театр підозрілого глядача, м. Львів).
Номінація «Найкраща акторська робота» — Артем Вишневський (МЕТР, м. Рівне).
Драбина-2006
Номінація «Найкраща театральна композиція» — театр «Публіцист» (м. Харків);
Номінація «Найкращий режисер» — Ванда Мазур, театр «Человеческий голос» (м. Одеса);
Номінація «Найкраща акторська робота» — Євгеній Аніченков, театр «БАМ-БУК» (м. Краматорськ);
Приз глядацьких симпатій театр- «Человеческий голос» (м. Одеса).
Драбина-2007
Номінація «Найкраща театральна композиція»: театр «Teatr sztuki Mariana Bednarka» (Рибнік, Польща) «Людина і папір»
Номінація «Найкраща режисерська робота» — театр «ATR — Akademicki Teatr Remont» (Гливиці, Польща) «Танго»
Номінація «Найкраща акторська робота» — театр «Від ліхтаря» (Рівне) «Дежавю: Речі. Місце. Час», актори Наталка Гуц та Наталка Козел, Приз глядацьких симпатій отримав театр «Екіпаж» (Київ) «Дуже проста історія»
Драбина-2008
Номінація «Найкраща театральна композиція»: мім-дует «Next Step» (Рівне, Україна) «Глина. 30 хв. мистецтва»
Номінація «Найкраща режисерська робота» — театр «Ага-Т» (Луганськ, Україна) «Голобий вагон».
Режисер — Ганна Шевченко
Номінація «Найкраща акторська робота» — Денис Дикий («Ага-Т», Луганськ), Наталка Козел («Next Step», Рівне).
Приз глядацьких симпатій отримав театр «Человеческий голос» (Одеса) «Пенелопа»
Драбина-2010
Відзнаку журі серед аматорських театрів на 6 1/2 Міжнародному театральному фестивалі «Драбина» отримав «Свабодны тэатр» (Брест, Білорусь) за виставу «Процес» за творами Франца Кафки.
Відзнаку журі серед аматорських вистав з професійною режисурою на 6 1/2 Міжнародному театральному фестивалі «Драбина» отримав вистава «Піджак» (за оповіданням Рея Бредбері «Костюм кольору вершкового морозива») театру «Palepe» (Вільнюс, Литва).
Відзнаку журі серед театрів-студій на 6 1/2 Міжнародному театральному фестивалі Драбина отримав театр-студія «Deep» (Луганськ, Україна) за виставу «Темниця» за п'єсою Констянтина Арбеніна.

## Нагороди, відзнкаки
«Драбина — 2008» ввійшла в ТОП-7 культурних подій Львова (2008) за версією порталу zaxid.net
Міжнародний театральний фестиваль «Драбина» став переможцем Конкурсу на найкращі проєкти польсько-української співпраці у гуманітарній сфері й отримав диплом від Посольства Республіки Польща в Україні (2009).